# Cartoon Network (Portugal)
Pour les articles homonymes, voir Cartoon Network (homonymie).
Cartoon Network, communément abrégé CN, est une chaîne de télévision câblée portugaise lancée le 3 décembre 2013 dirigée par Turner Broadcasting System Europe (un groupe semi-autonome du groupe Warner Bros. Discovery).
En 2014, Cartoon Network devient la troisième chaîne préférée des enfants et adolescents au Portugal, seulement derrière Canal Panda (deuxième) et Disney Channel (première). En 2022, Cartoon Network (avant et après la fusion) était la chaîne pour enfants et adolescents la plus regardée au Portugal, surpassant Disney Channel.
Le 25 septembre 2024, le flux portugais de la chaîne est fusionné dans un flux commun pour l'Europe de l'Ouest (Allemagne, Autriche, Belgique, France, Pays-Bas, Portugal, Scandinavie, Suisse).

## Histoire
La version pan-européenne de Cartoon Network est depuis très longtemps retransmise au Portugal, en Angola et au Mozambique, entre 1997 jusqu'au troisième trimestre de décembre 2013 en langue anglaise. Elle partageait sa grille de programmation avec TCM (le soir aux environs de 20 h).
La version portugaise de la chaîne est lancée le 1er octobre 2013 en Angola et au Mozambique.
Depuis le 3 décembre 2013, la chaîne est officiellement lancée au Portugal via le câble 24h/ 24. Durant la même journée, la chaîne est lancée en format 16:9 et intégralement en langue portugaise. En Afrique, la chaîne démarre d'emblée avec des séries telles que Le Monde incroyable de Gumball et Adventure Time.
Le 16 septembre 2024, Cartoon Network Portugal a commencé à suivre le même calendrier que Cartoon Network dans les pays nordiques, en France, en Allemagne et aux Pays-Bas. Le 25 septembre, l'unification a franchi une étape supplémentaire avec la fusion du flux portugais avec les flux mentionnés ci-dessus. Désormais, ces flux individuels ont été progressivement supprimés et la seule différence entre la diffusion dans chaque pays est un flux d'abonnement exclusif pour les pauses publicitaires locales,.

## Ères
- CHECK it (2.0) (2013 - 30 mai 2014)
- CHECK it (3.0) (30 mai 2014 - 31 mars 2017)
- Dimensional (31 mars 2017 - aujourd'hui)

### Identité visuelle (logo)

Logo de Cartoon Network Europe du 17 septembre 1993 au 20 avril 2006
Logo de Cartoon Network Europe jusqu'au 5 décembre 2010
Logo de Cartoon Network Portugal depuis 2013

## Censures dans la programmation
Entre mai et octobre 2014, la chaîne a censuré 103 courts-métrages de Tom & Jerry. Cette censure a été motivée par le fait que la chaîne avait choisi de ne pas acquérir la version doublée en portugais réalisée par PSB (qui avait doublé pour VHS les épisodes de l'âge d'or de l'animation américaine), notable pour contenir des caricatures et des actions à caractère xénophobe et raciste, ainsi que des scènes de violence impliquant des armes, des objets domestiques et des actes de torture. Pour éviter la controverse et des problèmes avec les organismes de régulation des médias, Cartoon Network n'a diffusé que des épisodes muets (bien que certains aient également été censurés) et n'a proposé que des sous-titres pour les éléments graphiques. Une autre censure a concerné la phase de Gene Deitch (1960-1962), dont tous les épisodes ont été censurés.
En 2015 et 2016, la chaîne a rediffusé "Doraemon" et le film "Doraemon e a Revolução dos Robôs" (fr: Doraemon et la Révolution des Robots) et a fait couper des scènes par la chaîne. Ce sujet a fini par être remarqué par les anciens et actuels fans du personnage et a suscité une controverse sur les réseaux sociaux, ce qui a conduit la chaîne à annuler l'anime des années 70 pour indécence.
Des années plus tard, le 29 octobre 2021, Cartoon Network a retransmis, dans le cadre d'une programmation spéciale pour Halloween, le premier film en prise de vue réelle de Scooby-Doo, qui avait déjà une version doublée en portugais produite par la société de doublage Matinha. Cependant, pour les mêmes raisons — à savoir le refus de la chaîne de payer pour le doublage en portugais —, il a été diffusé dans sa version originale sous-titrée.

## Cartoon Network Premium

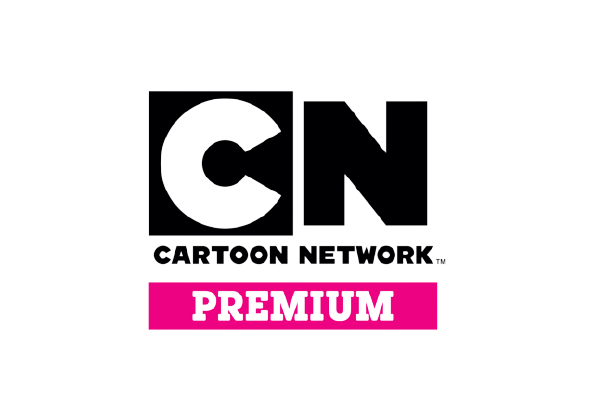
Logo du service à la demande Cartoon Network Premium.

Cartoon Network Premium est un service de vidéo à la demande disponible en exclusivité chez l'opérateur MEO sur le canal 52.
Ce service permet de (re)voir certains épisodes de séries et films quelques heures/jours avant leur diffusion sur Cartoon Network, mais aussi sur autres appareils autre que la télévision.